# Luminosidade solar

Evolução da luminosidade solar, raio e temperatura efetiva em relação ao Sol atual. Depois de Ribas (2010)

A luminosidade solar, (símbolo L☉), é uma unidade de fluxo radiante (energia emitida na forma de fótons) convencionalmente usada pelos astrônomos para medir a luminosidade de estrelas, galáxias e outros objetos celestes em relação ao Sol.
Uma luminosidade solar nominal é definida pela União Astronômica Internacional como sendo 3.828×1026 W. Isso não inclui a luminosidade do neutrino solar, que somaria 0.023 L☉, ou 8.8 x 1024 W, ou seja, um total de 3.916 x 1026 W (a energia média dos fótons solares é 26 MeV e a dos neutrinos solares 0.59 MeV, ou seja, 2.27%; o Sol emite 9.2 x 1037 fótons e o mesmo número de neutrinos a cada segundo, dos quais 6.5 x 1014 por m² chegam à Terra a cada segundo). O Sol é uma estrela fracamente variável e, portanto, sua luminosidade real flutua. A maior flutuação é o ciclo solar de onze anos (ciclo de manchas solares) que causa uma variação quase periódica de cerca de ±0.1%. Acredita-se que outras variações nos últimos 200–300 anos sejam muito menores do que isso.

## Determinação
A luminosidade solar está relacionada à irradiância solar (a constante solar). A irradiância solar é responsável pelo forçamento orbital que causa os ciclos de Milankovitch, que determinam os ciclos glaciais terrestres. A irradiância média no topo da atmosfera da Terra é às vezes conhecida como constante solar, I☉. A irradiância é definida como a potência por unidade de área, então a luminosidade solar (potência total emitida pelo Sol) é a irradiância recebida na Terra (constante solar) multiplicada pela área da esfera cujo raio é a distância média entre a Terra e o Sol:
{\displaystyle L_{\odot }=4\pi kI_{\odot }A^{2}\,}
Onde A é a distância unitária (o valor da unidade astronômica em metros) e k é uma constante (cujo valor é muito próximo de um) que reflete o fato de que a distância média da Terra ao Sol não é exatamente uma unidade astronômica.

## Outras leituras
- Sackmann, I.-J.; Boothroyd, A. I. (2003), «Our Sun. V. A Bright Young Sun Consistent with Helioseismology and Warm Temperatures on Ancient Earth and Mars», Astrophys. J., 583 (2): 1024–39, Bibcode:2003ApJ...583.1024S, arXiv:astro-ph/0210128, doi:10.1086/345408
- Foukal, P.; Fröhlich, C.; Spruit, H.; Wigley, T. M. L. (2006), «Variations in solar luminosity and their effect on the Earth's climate», Nature, 443 (7108): 161–66, Bibcode:2006Natur.443..161F, PMID 16971941, doi:10.1038/nature05072
- Pelletier, Jon D. (1996), «Variations in Solar Luminosity from Timescales of Minutes to Months», Astrophys. J., 463 (1): L41–L45, Bibcode:1996ApJ...463L..41P, arXiv:astro-ph/9510026, doi:10.1086/310049
- Stoykova, D. A.; Shopov, Y. Y.; Ford, D.; Georgiev, L. N.;  et al. (1999), «Powerful Millennial-Scale Solar Luminosity Cycles and Their Influence Over Past Climates and Geomagnetic Field», Proceedings of the AGU Chapman Conference: Mechanisms of Millennial Scale Global Climate Change